# Thiernu
Thiernu é uma comuna francesa na região administrativa de Altos da França, no departamento de Aisne. Estende-se por uma área de 6,16 km². Em 2010 a comuna tinha 104 habitantes (densidade: 16,9 hab./km²).